# Даунинг, Кеннет
Кеннет «Кей-Кей» Даунинг-младший (англ. Kenneth "K. K." Downing, Jr.; род. 27 октября 1951) — британский гитарист и автор музыки группы Judas Priest с 1969 года по 2011 год. Кеннет покинул Judas Priest 20 апреля 2011 года.

## Биография
Кеннет Даунинг родился 27 октября 1951 года в городе Уэст Бромвич, Великобритания. Будущий музыкант бросил школу в 15 лет, а в 16 лет был выгнан из дома. Юный Даунинг слабо представлял, чем же он будет заниматься, пока не взял в руки гитару. Он вдохновлялся работой таких гитаристов, как Джимми Хендрикс, Джон Майолл и Эрик Клэптон, и уже в конце 1960-х гг. К. К. играл в местной группе вместе с Иэном Хиллом. В 1973 году в группу пришёл вокалист Роб Хэлфорд, а незадолго до выхода дебютного альбома в 1974 году гитарист Гленн Типтон пополнил ряды Judas Priest.
Сценическое имя было выбрано музыкантом, когда девушка в Дании не смогла произнести его имя и просто назвала Даунинга «К. К.». Кей-Кей провёл с группой более 40 лет, но в 2011 году решил покинуть коллектив. Сам он заявил, что причиной расставания с группой стали натянутые отношения с коллегами, которые было невозможно урегулировать. Но сама группа предположила, что истинной причиной ухода Кеннета из Judas Priest были проблемы с запястьем. В январе 2020 года Даунинг подписал контракт с музыкальной группой Explorer1, которая объединила его с опытным менеджером Энди Гулдом, и объявил, что будет работать над совершенно новой музыкой. В следующем месяце было объявлено, что Даунинг сформировал новую группу KK's Priest с басистом Тони Ньютоном, гитаристом Эй Джеем Миллсом и бывшими участниками Judas Priest Тимом "Риппером" Оуэнсом и Лесом Бинксом на вокале и барабанах соответственно. Дебютный альбом группы "Sermons of the Sinner" первоначально планировался к выпуску 20 августа 2021 года, но был отложен до 1 октября. В разговоре с KNAC в июне 2021 года о "Sermons of the Sinner" Даунинг сказал, что он уже работает над материалом для следующего альбома. 
Занимает 23 место в списке 100 великих метал-гитаристов по версии журналов.

## Стиль игры и техника
Находясь под влиянием музыки Джими Хендрикса, Даунинг купил свою первую гитару в шестнадцать лет. Согласно интервью одному музыкальному журналу, родители Даунинга не разделяли интереса К. К. к гитаре. Непоколебимость мнения родителей осталась даже после того, как Judas Priest достигли успеха и признания критиков. Вместе с Иэном Хиллом К. К. играл в группе на протяжении 42 лет.
Даунинг известен своими агрессивными, блюзовыми соло и игрой соло вдвоем вместе с другим гитаристом Judas Priest — Гленном Типтоном. Соло Даунинга оставались в таком же стиле долгое время на протяжении карьеры, но со временем вобрали в себя различные методы игры К. К. Звук гитариста отличается чуть более «сырым» и грубым звучанием, в отличие от стиля игры Типтона. Музыкант всегда обращает внимание на скорость, точность и мелодичность исполнения. Даунинг широко применяет флажолеты, тремоло и другие приёмы игры на электрогитаре. Со временем количество используемых гитаристами Judas Priest техник игры значительно возросло.
В ранних выступлениях Даунинг использовал педаль эффектов wah-wah, в конце 70-х он стал пользоваться ею реже, совсем отказавшись от использования вау-педали в середине 80-х. Исключения составляют «живые» выступления с теми песнями, которые были записаны с использованием данного эффекта. Только в 1996 году он стал снова использовать wah-wah, когда к Judas Priest присоединился Тим «Потрошитель» Оуэнс и коллектив стал экспериментировать с музыкой ещё больше, чем раньше. Использование wah-wah педали можно услышать в альбоме Jugulator 1997 года. Впоследствии этот эффект использовался и для следующего альбома с Оуэнсом, Demolition, но когда в группу вернулся Роб Хэлфорд, Даунинг опять отказался от использования «квакушки».
Даунинг занимает 56-е место в списке «75 лучших хард-рок/метал-гитаристов всех времён» по версии онлайн-журнала Loudwire, 13-е место в списке величайших метал-гитаристов всех времён по версии журнала Guitar World (совместно с Гленном Типтоном), 6-е место в списке лучших метал-гитаристов по версии журнала Metal Hammer (также совместно с Типтоном), 10-е место в списке величайших метал-гитаристов всех времён по версии журнала Total Guitar (вновь совместно с Типтоном).

## Оборудование
К. К. имеет множество гитар, среди них:
- 1964 Gibson Flying V Limited Edition with Gibson PAF pickups
- 1970 Gibson Flying V with Maestro vibrato bar
- 1969 Fender Stratocaster (White) with left-handed neck
- 1970-71 Fender Stratocaster (Sunburst)
- Custom Hamer Vector, Vector KK and KK Mini V guitars
- ESP Custom V guitar
- Judas Priest Special V Handmade by Daniel R. Johnson
- K. K.'s new KxK Custom Shop V K. K. Downing Model 2 guitar.
- Ovation Acoustic

Усилители и эффекты:
- Digitech 1101 Preamp
- Marshall 9100 Power Amplifier.
- Marshall JMP-1 Preamp
- Mesa Boogie Dual Rectifier
- Rocktron Piranha Preamp
- Marshall JMP Non master volume heads
- [MXR] Distortion +